# Kilianskirche (Sülzbach)
Koordinaten: 49° 8′ 51,1″ N, 9° 20′ 24,4″ O

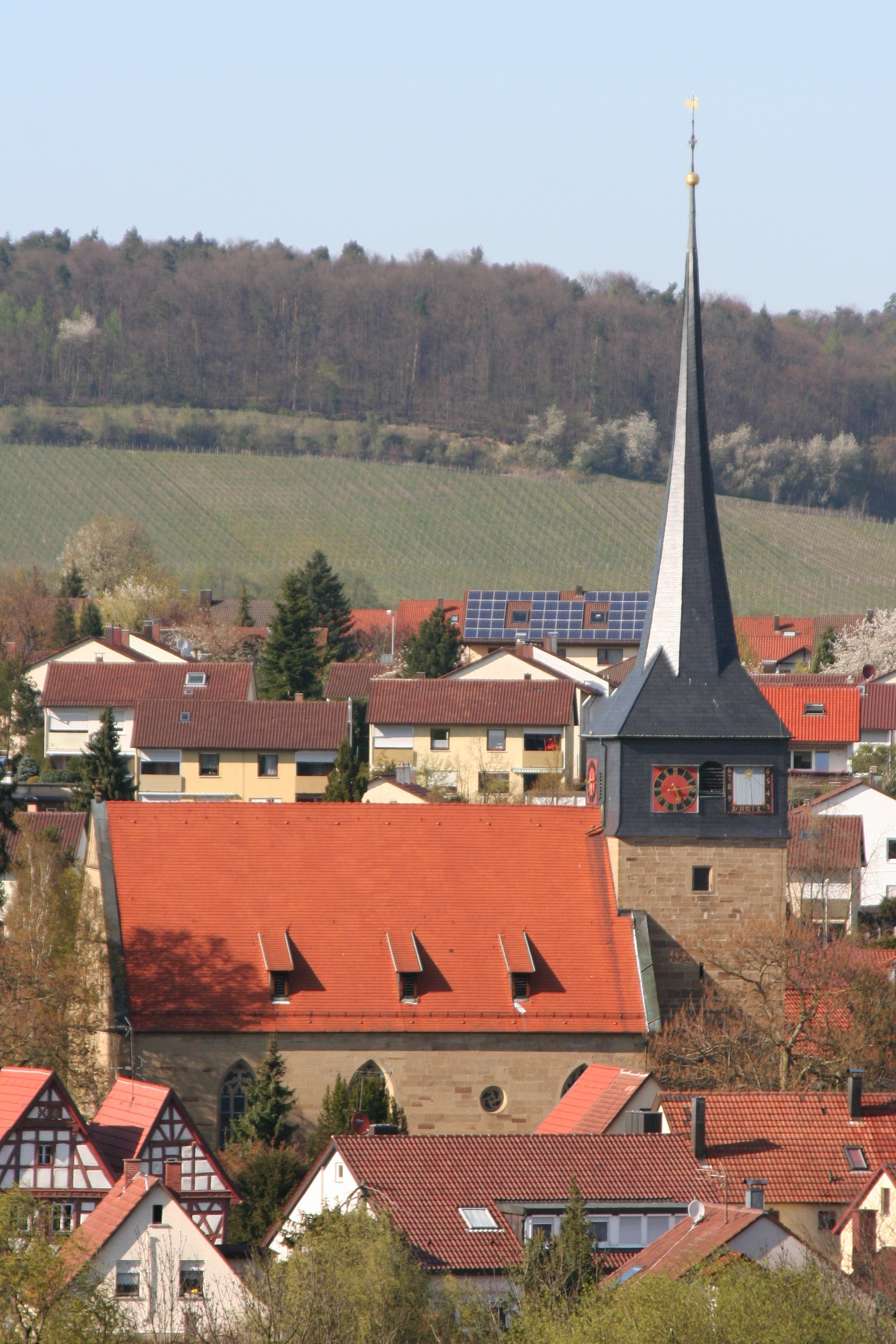
Die Kilianskirche von Süden

Die Kilianskirche in Sülzbach, einem Ortsteil von Obersulm im Landkreis Heilbronn im nördlichen Baden-Württemberg, ist eine evangelische Kirche, die als Mutterkirche des Weinsberger Tales gilt.

## Geschichte

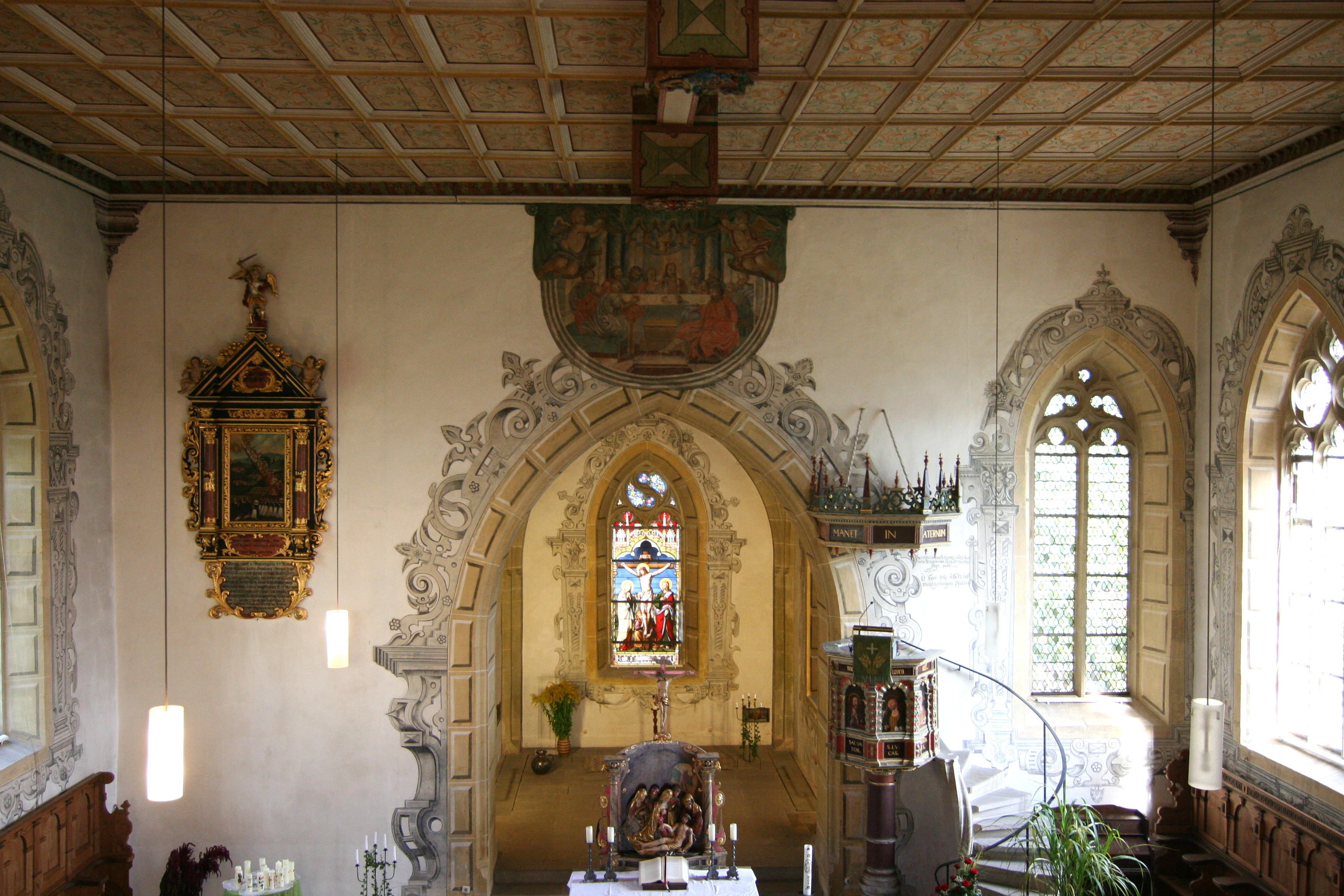
Blick von der Empore zum Chor

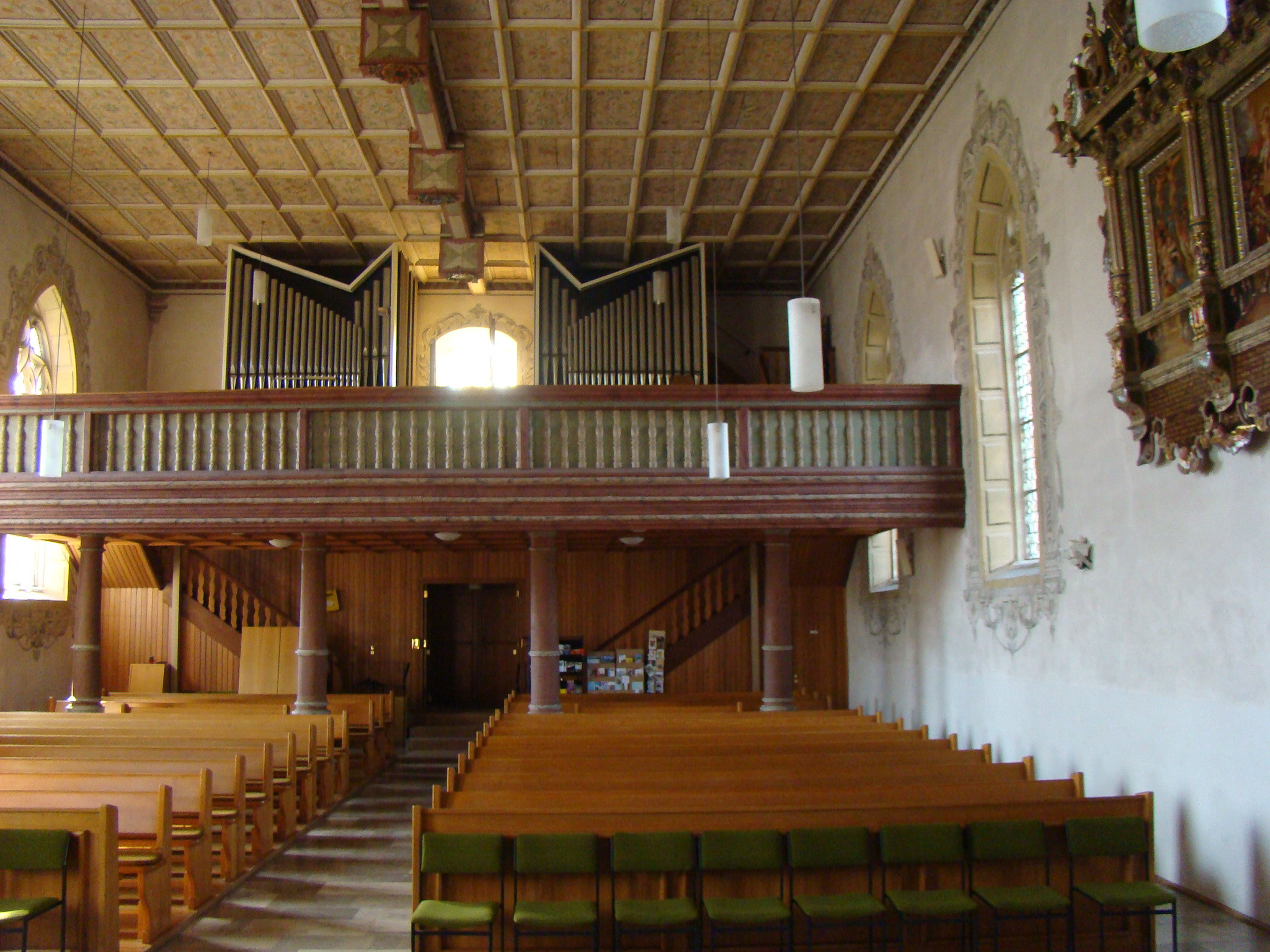
Blick zur Empore

Die Kirche in Sülzbach wurde vermutlich zur Zeit der fränkischen Landnahme durch das 742 entstandene Bistum Würzburg gegründet, dessen Besitz das Tal der Sulm einschloss und in dieser Gegend bis zum Neckar reichte. Der Kirchenpatron Kilian wurde 689 in Würzburg ermordet, wo er auch begraben liegt. Die Kirche in Sülzbach könnte eine von neun durch Bischof Arno von Würzburg in der zweiten Hälfte des 9. Jahrhunderts erbauten Holzkirchen sein.
Die ältesten steinernen Bauteile des Ostturms der Kirche datieren auf die Zeit der Romanik und damit auf die Zeit des Ausbaus der hölzernen Kirchen zu ummauerten steinernen Wehrkirchen. Vermutlich wurde damals auch ein steinernes Langhaus errichtet und entstand die einst wesentlich höhere Ummauerung des umliegenden Friedhofs.
Die Kirche wurde 1243 erstmals erwähnt und war Mittelpunkt eines Kirchensprengels. Im hohen Mittelalter gehörten die Heiligkreuzkapelle in Ellhofen, die Laurentiuskapelle in Lehrensteinsfeld, die Georgskapelle in Willsbach, die Kirche in Wimmental, die Schlosskapelle in Weiler, die Klosterkirche Lichtenstern und die Kirche in Löwenstein zu der Kilianskirche. Durch die Umorganisation der kirchlichen Strukturen ging die Bedeutung der hiesigen Mutterkirchen zugunsten der Landkapitel und der späteren Kirchenbezirke verloren. Die Pfarrkirche St. Kilian gehört heute zum Kirchenbezirk Weinsberg.
Zur frühen Baugeschichte der Kirche gibt es keine Urkunden, so dass ihre bauliche Entwicklung nur aus erhaltenen Fragmenten und aus den Inschriften in der Kirche geschlossen werden kann. In der Zeit der Gotik erfolgte um 1400 eine Umgestaltung des alten romanischen Kirchenschiffes, das um eine oder zwei Steinlagen erhöht und von einem gotischen Dachstuhl überspannt wurde, dessen Ansatz sich noch heute am Turm erkennen lässt. Das heutige Kirchenschiff mit Maßwerkfenstern und schmuckvollen Portalen wurde 1619 von Baumeister Friedrich Vischlin aus Stuttgart errichtet. Über Schäden im Dreißigjährigen Krieg ist nichts bekannt. Da ein Teil der Ausstattung wie die Kanzel und der Taufstein sowie das Abendmahlsgemälde über dem Triumphbogen erst in der Zeit nach dem Dreißigjährigen Krieg entstanden sind, was auf eine grundlegende Renovierung der damals noch nicht sehr alten Kirche schließen lässt, sind Schäden aus der Kriegszeit aber wahrscheinlich. Vielleicht ist der in einer nur noch fragmentarisch erhaltenen Inschrift aus den 1650er Jahren in der Wand des Triumphbogens genannte Hanß Ramm Stifter oder Baumeister der Renovierung. Die Inschriftentafel, die das Baujahr 1619, nennt, wurde 1686 ebenfalls renoviert.
Der ummauerte Kirchhof ist der ursprüngliche Begräbnisplatz von Sülzbach, hat aber in den Pestjahren während des Dreißigjährigen Krieges nicht mehr ausgereicht, so dass man die Toten ab 1619 auch außerhalb des Kirchhofs, in etwa im Bereich zwischen Schulberg und Oberem Weg bestattet hat. Der so genannte innere Friedhof im Kirchhof wurde weiterhin vereinzelt für Bestattungen genutzt. Um 1750 wurde der heutige Friedhof außerhalb des Dorfes angelegt, woraufhin innerer und äußerer Friedhof bei der Kirche aufgelassen wurden. In der Kirche selbst fanden auch immer wieder Bestattungen von Honoratioren statt.
Vor allem die der Witterung stark ausgesetzte steile Turmspitze musste immer wieder repariert werden. Reparaturen am Turm sind für 1789, 1791, 1852, 1897, 1902, 1953 und 1978 belegt.
Die gesamte Kirche wurde 1867 und 1965/66 grundlegend renoviert.

## Beschreibung

### Architektur
Die Kilianskirche ist eine einschiffige Saalkirche mit nach Osten ausgerichtetem Chorturm. Der Hauptzugang zur Kirche erfolgt durch das Portal in der westlichen Giebelseite, ein weiteres Portal auf der Nordseite wurde vor längerer Zeit vermauert. Im Westen des Langhauses ist eine Empore eingezogen, auf der sich die Kirchenorgel befindet. Der spätromanische Turmsockel stammt aus der Zeit um 1200. Er hat auf der Südseite eine kleine Türöffnung und weist im zweiten und dritten Geschoss Schießscharten auf, die gemeinsam mit der wehrhaften Ummauerung der Kirche auf die ursprüngliche Anlage einer Wehrkirche hindeuten. Das heutige Langhaus der Kirche wurde 1619 von Friedrich Vischlin errichtet, wovon eine Inschrift am Westportal kündet. Eine zweite Inschriftentafel weist auf die Renovierung der vorstehenden Tafel 1686 hin.
Der Turm weist zu beiden Seiten des kleinen Südportals eine (heute weitgehend verwitterte) Inschrift auf. Sie lautet HIC IACET EPIOS SALO („hier ruht Bischof Salo(mo)“). Die Inschrift ist bis heute ungeklärt. Man nimmt an, dass die Inschrift die Abschrift einer älteren Inschrift an der alten Holzkirche ist, da sämtliche in Frage kommenden Bischöfe dieses Namens lange vor der Errichtung des Turmsockels gelebt haben. Die Inschrift könnte sich auf die Bischöfe Salomo II. oder Salomo III. von Konstanz aus dem 9. Jahrhundert beziehen, deren Begräbnisort nicht bekannt ist. Es könnte auch Bischof Adelbero von Würzburg gemeint sein, der 1086 vom Kaiser abgesetzt wurde und 1090 verstarb. Bei Grabungen wurde jedoch keine Gruft unter der Kirche gefunden.
Die Turmuhr weist seit der Turmrenovierung 1978 vier Zifferblätter sowie eine Sonnenuhr auf. Eine Turmuhr mit Sonnenuhr und Zifferblättern gab es jedoch bereits im 18. Jahrhundert. 1764 wurden die Sonnenuhr repariert und die damals zwei Zifferblätter neu gestrichen. Das Uhrwerk wurde 1961 erneuert.

### Altar

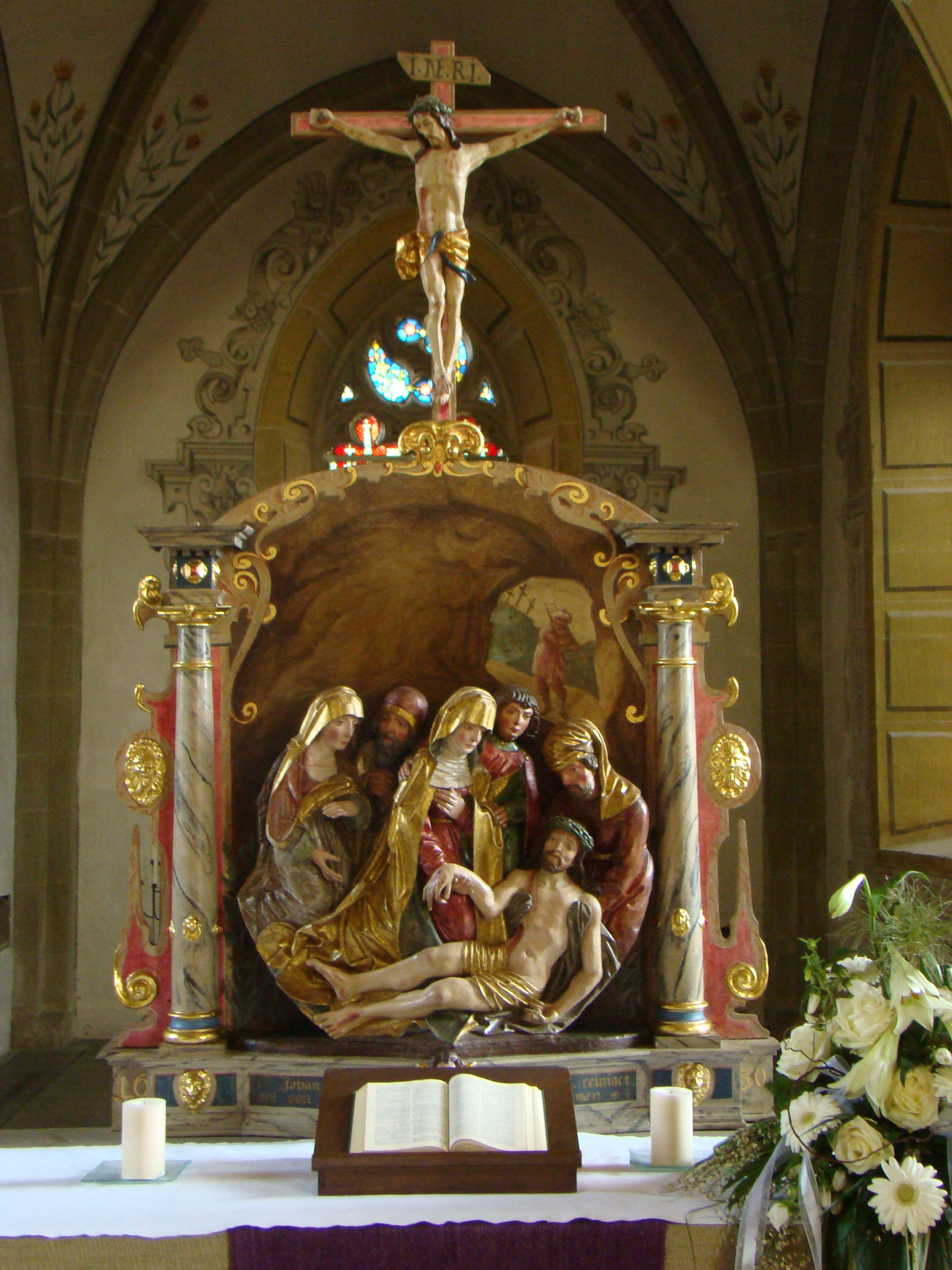
Grablegungsgruppe auf dem Altar

Der bedeutendste Kunstschatz der Kirche ist die als Hochrelief aus Lindenholz gearbeitete Grablegung Christi auf dem Altar, die 1630 aus einer Stiftung zugunsten des damals in der Kirche beigesetzten Hauptmanns Bonaventura Müller neu gefasst und in einen barocken Rahmen gesetzt wurde. Das Objekt ist 76 cm breit und 67 cm hoch. Dargestellt wird die Szene, bei der der Leichnam Christi von Nikodemus und Maria mit Mara Magdalena, Josef von Arimathia und Johannes Evangelist in der Grabhöhle niedergelegt wird. Die Figuren sind geschnitzt, die Höhle ist im Hintergrund durch die gemalte offene Türöffnung angedeutet. Im Mittelpunkt der Szene steht die Berührung der Hände Mariens und Jesu. Obwohl von der Komposition her gelungen, zeigt das Werk eine vergleichsweise schlichte Ausführung im geradlinigen Faltenwurf. Das Werk zeigt neckarschwäbischen Einfluss und entstand etwa um 1480.

### Sonstige Ausstattung

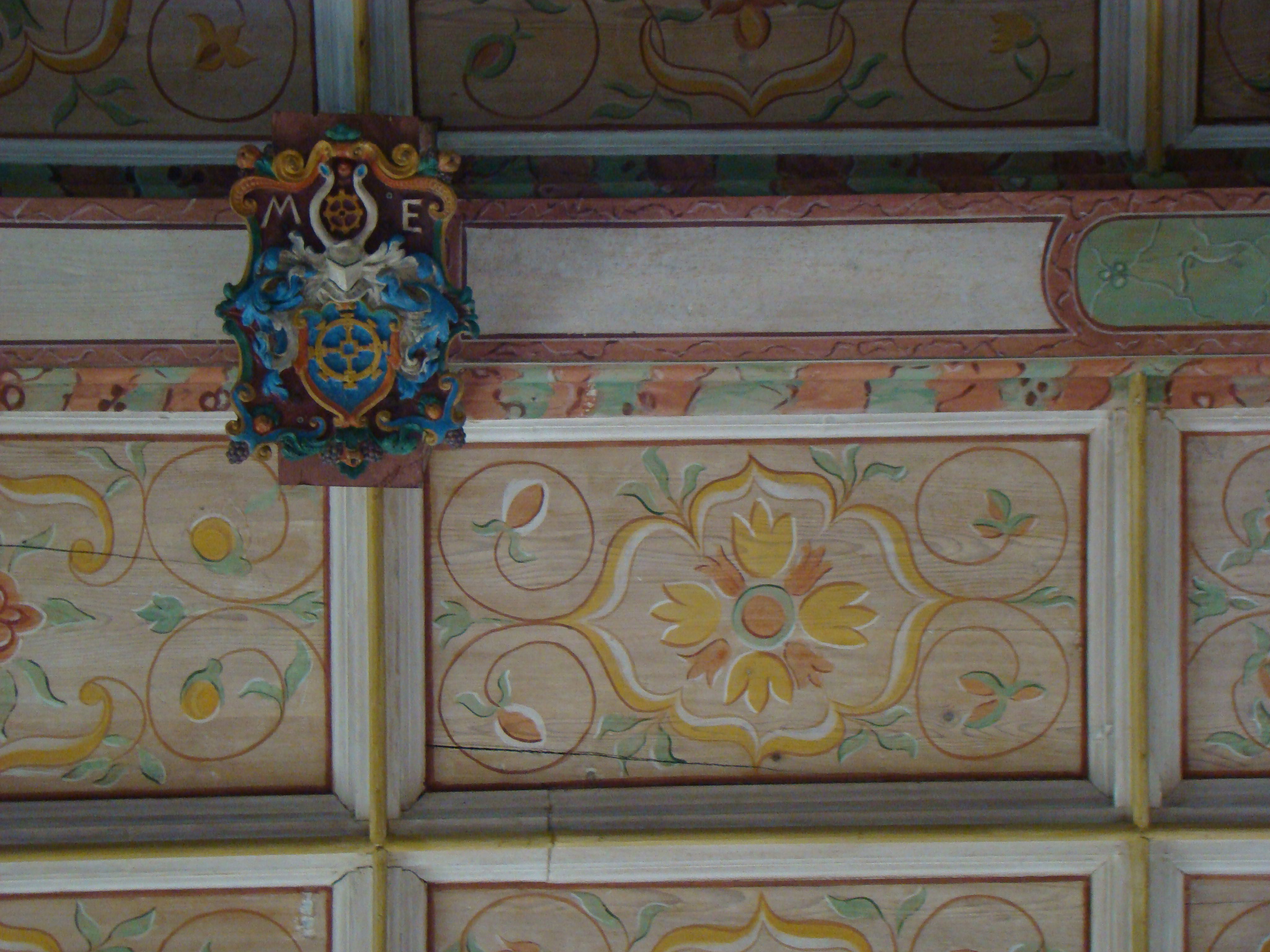
Detail der Kassettendecke

Die bemalte Kassettendecke, der Altartisch, sowie der Unterbau der Empore stammen noch aus der Zeit des Baus des Langhauses im 17. Jahrhundert. Die Bemalung der Decke, das Abendmahlsbild und die Bemalung an Fenster- und Türgewänden waren lange Zeit überstrichen und wurden erst bei der Renovierung 1965/66 freigelegt.
Die Kassettendecke besteht aus insgesamt 210 Feldern, die mit Blüten- und Rankenmotiven bemalt sind. Obwohl die geometrische Anordnung der vegetabilen Motive auf allen Feldern gleich ist, sind doch alle Felder in Details unterschiedlich gestaltet.
Die Kanzel aus der Zeit der späten Renaissance ist am Schalldeckel datiert 1662. Als Fuß der Kanzel fungiert eine verzierte 191 cm hohe Säule, auf der sich der achteckige Kanzelkorb befindet. Die Brüstungsfelder zeigen gemalte Evangelistendarstellungen in einer kräftigen Zahnfriesrahmung. Derselbe Maler hat auch das Abendmahlsbild über dem Triumphbogen geschaffen, das zum Teil die ältere Rollwerksbemalung überdeckt.
Der Taufstein wurde 1675 auf eine Stiftung des 1672 verstorbenen Georg Wieland hin hergestellt.
Das Glasgemälde im Chorfenster wurde 1895 in der Münchner Werkstatt von Christian Heinrich Burckhardt entworfen und ausgeführt und zeigt die Kreuzigung Jesu.

### Epitaphe

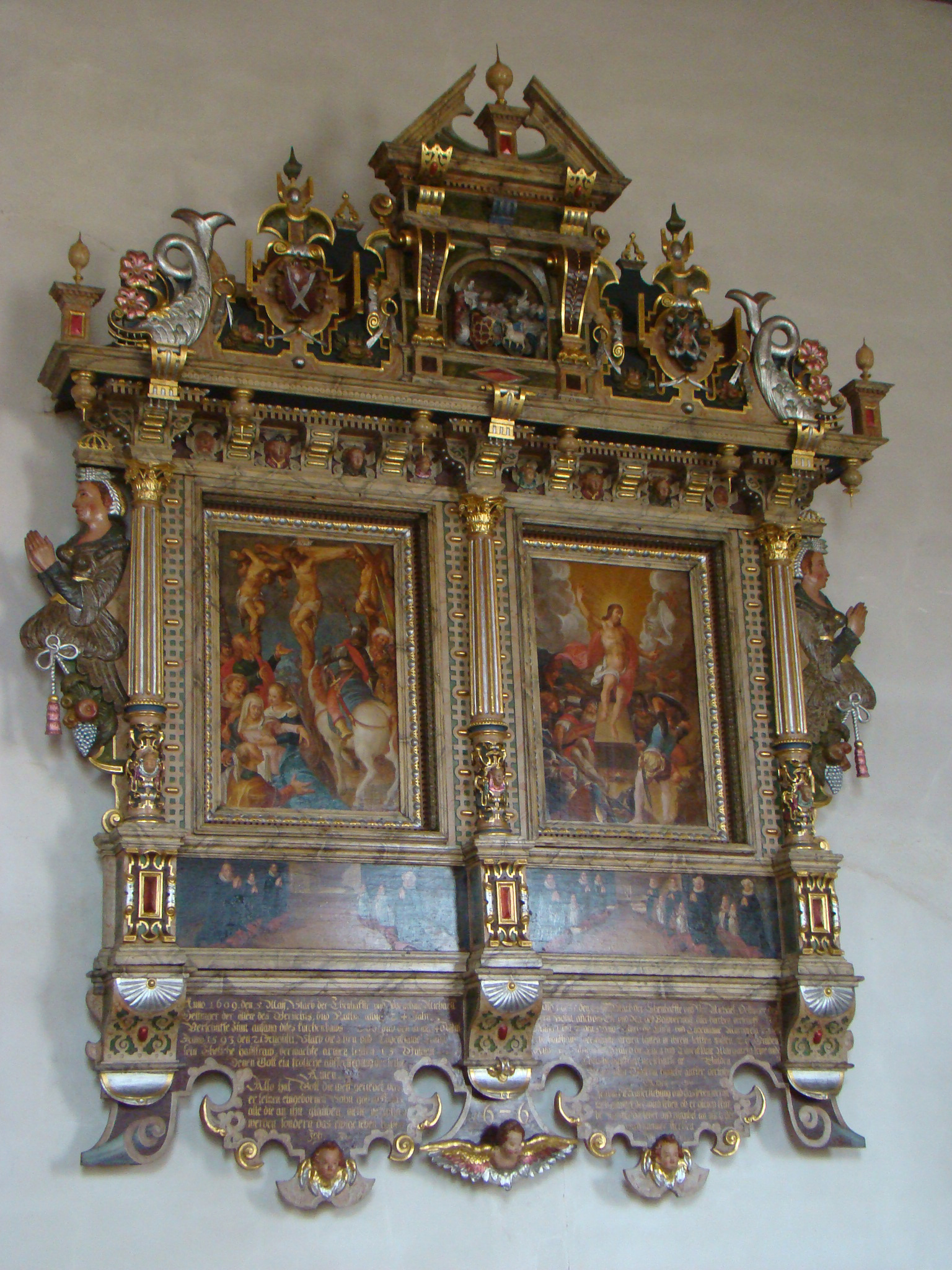
Oettinger-Epitaph

Das große Epitaph an der Nordwand der Kirche wurde 1626 von Michael Oettinger für seine Eltern und seine erste Frau gestiftet. Die Familie Oettinger zählte im späten 16. und im 17. Jahrhundert zu den wohlhabendsten Familien des Ortes. Der Schultheiß Johann Michael Oettinger wurde im Chor der Kilianskirche beigesetzt. Das Epitaph ist im Stil eines Adelsepitaphs mit Renaissance-Prunkrahmen gestaltet. Die Mitte des Epitaphs bilden zwei Gemälde mit einer Kreuzigungs- und einer Auferstehungsszene, darunter sind jeweils die zum Gebet knienden Stifterfamilien dargestellt, die ganz unten auf verzierten Konsoltafeln beschrieben werden. Bekrönt ist das Epitaph von einer kleineren biblischen Szene inmitten von Zierrat. Als Urheber des Epitaphs gilt der Meister, der auch die beiden stilistisch übereinstimmenden Grabmale der Herren von Gemmingen-Bürg in der Nikolauskirche in Neuenstadt am Kocher gestaltet hat. Die Grabplatte des Schultheißen Oettinger hat sich ebenfalls im Innern der Kirche erhalten und wurde in das vermauerte Nordportal eingelassen.
Weitere Epitaphe in der Kirche sind das des Michael Dorsch († 1728), das im Mittelbild die Stifterfamilie vor der Himmelsleiter zeigt, sowie das mit barockem Rankwerk umrahmte Epitaph eines Pfarrherrn, das im Mittelbild eine Kreuzigung und darüber das Porträt des Verstorbenen jeweils als Rundbild zeigt. Möglicherweise handelt es sich bei dem Dargestellten um einen der beiden Pfarrer Christian Wolf († 1739) oder Christof Jenisch († 1738), wobei beide in Armut starben und für das prächtige Epitaph ein vermögender Spender nötig gewesen wäre, auf den sich jedoch kein Hinweis auf der Tafel findet.
An der Außenseite des vermauerten Nordportals wurde die Grabplatte von Pfarrer Gottlieb Wolf, der von 1690 bis 1716 in Sülzbach wirkte, eingelassen.

### Orgel
Die Orgel der Kirche wurde 1970 angeschafft. Es handelt sich bereits um das dritte Instrument in der Kirche. Eine erste Orgel des Heilbronner Orgelbauers Schwegler kam 1699 in die Kirche und wurde bis 1882 genutzt und dann durch ein Instrument von Link aus Giengen ersetzt, das bis 1966 in Gebrauch war.

### Glocken
Im Turm der Kilianskirche befinden sich drei Glocken. Die älteste und gleichzeitig größte Glocke stammt von 1596 und wurde von Glockengießer Christof aus Nürnberg gegossen. Sie hat den Schlagton f‘ und ein Gewicht von 1050 kg. Das historische Dreigeläut wurde bis zum Ersten Weltkrieg von der mittleren Glocke, gegossen 1625 bei Nikolaus Martinus Campen in Stuttgart, und einer kleinen Glocke von 1738 komplettiert. Die kleine Glocke musste im Ersten Weltkrieg zu Rüstungszwecken abgeliefert werden. Als Ersatz wurde 1937 bei Heinrich Kurtz in Stuttgart eine Glocke mit dem Schlagton b und einem Gewicht von 409 kg gegossen. Sie trägt die Inschrift „Das Wort sie sollen lassen stan! / Ruf hell ich von Sankt Kilian.“ und gehört mutmaßlich zu den wenigen Bekenntnis-Glocken, in die in der NS-Zeit gegossen und eingeweiht wurden. Im Zweiten Weltkrieg mussten die große und die mittlere Glocke abgeliefert werden. Die große Glocke wurde 1947 in Lünen wiederaufgefunden und kehrte nach Sülzbach zurück. Für die verlorene mittlere Glocke wurde auf eine Stiftung des Bürgermeisters Paul Schick hin 1956 eine neue Glocke bei der Glockengießerei Bachert in Heilbronn gegossen. Diese hat den Schlagton g und ein Gewicht von 650 kg.

### Beheim-Sühnekreuz

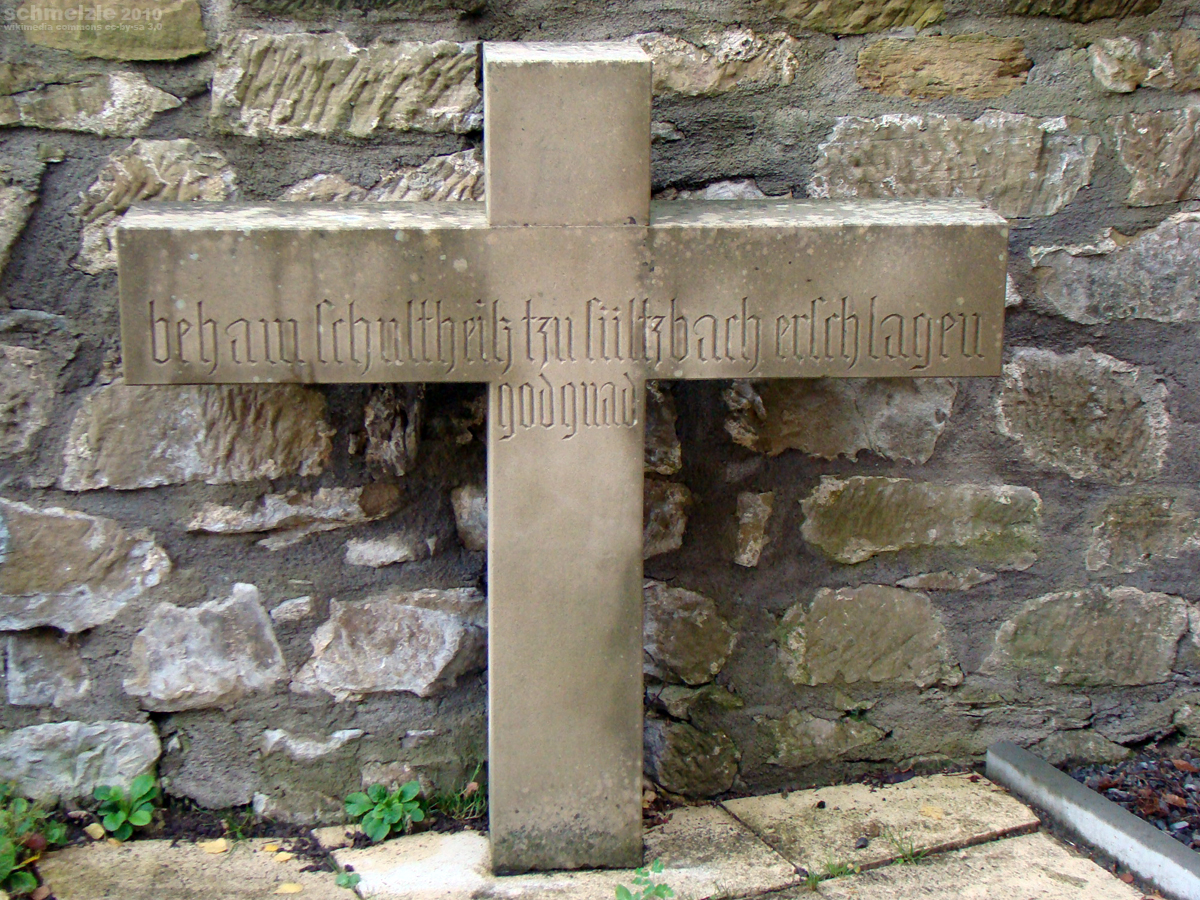
Beheim-Sühnekreuz

Im von einer Wehrmauer umgebenen Kirchhof befindet sich eine Kopie des Sühnekreuzes für den um 1472 verübten Mord an Michael Beheim. Neben der Kirche befindet sich außerdem ein barockes Pfarrhaus.